# Wojciech Sobala
Wojciech Sobala (ur. 12 maja 1988 w Sosnowcu) – polski siatkarz, grający na pozycji środkowego.

## Sukcesy klubowe
Puchar Polski:
- 2010

Liga polska:
- 2010
- 2017

Puchar Challenge:
- 2012

I liga polska:
- 2021

Liga rumuńska:
- 2023[2]